# Mercedes Gómez-Pablos
Mercedes Gómez-Pablos (Palma de Mallorca, 24 de septiembre de 1940), es una pintora española. Es académica correspondiente de la Real Academia de Bellas Artes de San Luis de Zaragoza.
Ha expuesto sus obras en varias ciudades del mundo, incluyendo París (Museo de Arte Moderno de París), Nueva York, Buenos Aires, Madrid (Sociedad Cervantina), Sevilla (Casa de la Provincia), Málaga (Casa del Consulado), Salamanca (Palacio de La Salina), Lizarra (Museo Gustavo de Maeztu), Zaragoza (Museo Goya-Colección Ibercaja) y Toledo (Centro Cultural San Marcos).
Está casada con el abogado Juan Antonio Cremades, autodenominado irónicamente «pintor consorte» y también miembro de la Real Academia de Bellas Artes de San Luis; y es madre de la escritora y critica literaria Jacinta Cremades.